# Dylan Vermont
Dylan Vermont, né le 24 août 1999 au Blanc-Mesnil en Seine-Saint-Denis, est un athlète français, spécialiste des épreuves de sprint.

## Biographie
Champion de France junior du 100 m en 2018, il remporte le titre national espoir en 2020.
Lors des championnats de France 2024 à Angers, Dylan Vermont se classe troisième de l'épreuve du 100 m en portant son record personnel à 10 s 15. Le lendemain, il termine deuxième de l'épreuve du 200 m en réalisant de nouveau un record personnel en 20 s 54.

## Palmarès

### International
| Date | Compétition         | Lieu | Résultat | Épreuve   | Temps   |
| ---- | ------------------- | ---- | -------- | --------- | ------- |
| 2022 | Jeux méditerranéens | Oran | 3e       | 4 × 100 m | 39 s 08 |

### National
- Championnats de France d'athlétisme
  - 100 m : 3e en 2024
  - 200 m : 2e en 2024

## Records
| Épreuve | Temps   | Vent | Lieu   | Date         |
| ------- | ------- | ---- | ------ | ------------ |
| 100 m   | 10 s 15 | +1,4 | Angers | 28 juin 2024 |
| 200 m   | 20 s 54 | +1,1 | Angers | 29 juin 2024 |